# Talent Jumo
Talent Jumo là tên của một giáo viên người Zimbabwean, ngoài ra, bà còn là người đồng sáng lập và là giám đốc điều hành của một tổ chức phi chính phủ kêu gọi quyền bình đẳng cho phụ nữ tên là Katswe Sistahood. Bên cạnh quyền bình đẳng giới, bà và lẫn tổ chức này còn kêu gọi về vấn đề sức, kế hoạch hóa gia đình.

## Sự nghiệp
Ban đầu bà là một giáo viên nhưng bà có sự hiểu biết về vấn đề phụ nữ và sức khỏe. Năm 2005, bà trở thành cán bộ chuyên tư vấn về giới tính trong chuyên đề HIV của nhóm công tác cộng đồng y tế. Năm 2007, bà thành lập tổ chức Young Women's Leadership Initiative, rồi sau này trở thành tổ chức Katswe Sistahood. Năm 2012, là trở thành giám đốc điều hành của tổ chức này.
Tổ chức này đã thắng nhiều giải thưởng quốc tế, điển hình là giải "Cùng và vì phụ nữ" vào năm 2015 (tổ chức này là một trong danh sách 20 tổ chức giành được giải này). Cũng cùng năm đó, bà điều hành sự kiện Nzwika! Con gái cần được lắng nghe.
Ngoài tài trợ cho nhiều công việc và chương trình khác, quỹ Bill & Melinda Gates còn tài trợ cho bà để tiếp tục công việc thúc đẩy kế hoạch hóa gia đình. Bên cạnh đó, nhà đài BBC còn đề cử bà vào danh sách 100 người phụ nữ tài giỏi. Bà là một phần của #teamgo, chuyên tìm hướng giải quyết cho sự quấy rối phụ nữ trên đường phố.